# Liste von Brücken in Hamburg/S

## S
| Foto                                                              | Name, Kurzbeschreibung | Nutzung   | (Erst)Bau | Stadtteil, Lage                                                   |
| ----------------------------------------------------------------- | --- | --------- | --------- | ----------------------------------------------------------------- |
|                                                                   | Saarlandbrücke Die Benennung dieser Brücke erinnerte an die Angliederung des Saarlands an das Deutsche Reich im Jahre 1935. | Straße    | 1916      | Winterhude (53° 35′ 5″ N, 10° 2′ 1″ O)                            |
|                                                                   | Sachsenbrücke (S006) Die Brücke quert den Saalehafen zwischen der Dessauer Straße und der Straße Am Seehafen. | Straße    |           | Kleiner Grasbrook (53° 31′ 41″ N, 10° 0′ 53″ O)                   |
|                                                                   | Sandbrücke Die Sandbrücke wurde von Franz Andreas Meyer entworfen. Westlich der Brücke liegt der Kehrwiederfleet, östlich der Brooksfleet | Straße    | 1887      | HafenCity (53° 32′ 37″ N, 9° 59′ 24″ O)                           |
| „Saseler Straßenbrücke“ über die U1 im Verlauf der Saseler Straße | Saseler Straßenbrücke Eine Brücke über die U-Bahn zwischen der Ringstraße und dem Berner Heerweg. | Straße    |           | Farmsen-Berne, Rahlstedt (53° 37′ 53″ N, 10° 8′ 44″ O)            |
|                                                                   | Schaarsteinwegsbrücke (S087) Die Brücke quert den Herrengrabenfleet und steht unter Denkmalschutz. | Straße    |           | Neustadt (53° 32′ 45″ N, 9° 58′ 55″ O)                            |
|                                                                   | Schaartorbrücke (S089) Die Brücke führt die gleichnamige Straße über das Alsterfleet. | Straße    |           | Hamburg-Altstadt (53° 32′ 44″ N, 9° 59′ 0″ O)                     |
|                                                                   | Schäferhofbrücke Mit dieser Brücke quert die gleichnamige Straße die U-Bahn zwischen Fuhlsbüttel-Nord und Langenhorner Markt. | Straße    |           | Langenhorn (53° 38′ 35″ N, 10° 1′ 1″ O)                           |
|                                                                   | Schiefe Brücke Eine Brücke, die die Dove Elbe in einem schiefen Winkel quert – daher der Name. | Straße    |           | Curslack, Neuengamme (53° 27′ 51″ N, 10° 12′ 5″ O)                |
|                                                                   | Schiffbeker Brücke Mit dieser Brücke quert der Schiffbeker Weg die U-Bahn. Schiffbek war ein Dorf, das mit zwei weiteren in den Ortsteil Hamburg-Billstedt überging. | Straße    |           | Billstedt (53° 32′ 38″ N, 10° 6′ 14″ O)                           |
|                                                                   | Schlachthofbrücke (S918) Als der Harburger Bahnhof gebaut wurde, wurde diese Brücke miterrichtet. Sie wurde nach einem Schlachthof benannt, der nordöstlich des Bahnhofs stand. | Straße    |           | Harburg, Wilstorf (53° 27′ 17″ N, 9° 59′ 32″ O)                   |
|                                                                   | Schleemer Brücke Mit dieser Brücke quert der Schleemer Weg die U-Bahn. Dieser ist nach der aufgegebenen Siedlung Schleem benannt, die zwischen Schiffbek und Steinbek lag. | Straße    |           | Billstedt (53° 32′ 25″ N, 10° 6′ 50″ O)                           |
|                                                                   | Schleidenbrücke Mit dieser Brücke quert die gleichnamige Straße den Osterbekkanal. Die Brücke steht unter Denkmalschutz. | Straße    |           | Winterhude, Barmbek-Süd, Barmbek-Nord (53° 35′ 5″ N, 10° 2′ 1″ O) |
|                                                                   | Schleusenbrücke (S203) Die Schleusenbrücke führt in Verlängerung der Poststraße über das Alsterfleet zum Rathausmarkt. |           |           | Neustadt, Hamburg-Altstadt (53° 33′ 5″ N, 9° 59′ 31″ O)           |
|                                                                   | Schleusendammbrücke Mit dieser Brücke quert die gleichnamige Straße die Dove Elbe bzw. die Dove-Elbe-Schleuse, auf die sich der Name bezieht. | Straße    |           | Neuengamme, Allermöhe (53° 28′ 0″ N, 10° 11′ 24″ O)               |
|                                                                   | Schleusengrabenbrücke Mit dieser Brücke quert die Bergedorfer Straße den Schleusengraben, nach dem die Brücke benannt ist. | Straße    |           | Bergedorf (53° 29′ 17″ N, 10° 12′ 30″ O)                          |
|                                                                   | Schmuggelbrücke Mit dieser Brücke quert der Schmuggelstieg die Tarpenbek. | Fußweg    |           | Langenhorn (53° 40′ 53″ N, 9° 59′ 58″ O)                          |
|                                                                   | Schurzalleebrücke Eine Brücke über den Billekanal. Sie ist nach der Schurzallee benannt, die ihrerseits nach dem US-amerikanischen Publizisten Carl Schurz benannt | Straße    |           | Rothenburgsort (53° 32′ 11″ N, 10° 4′ 2″ O)                       |
|                                                                   | Schwanenwikbrücke Mit dieser Brücke quert die gleichnamige Straße den Mundsburger Kanal am Ostufer der Alster. Die Brücke steht unter Denkmalschutz. | Straße    |           | Uhlenhorst, Hohenfelde (53° 33′ 56″ N, 10° 1′ 1″ O)               |
|                                                                   | Schwarze Brücke führt den Heidenkampsweg über die Bille. Eine von ursprünglich drei (Rote, Blaue und Grüne), heute sechs Billebrücken (Braune, Gelbe und Schwarze Brücke), die zur Orientierung in verschiedenen Farben gestrichen sind. Es ist strittig, ob die Farbwahl den Flussschiffern oder den Arbeitern die Orientierung erleichtern sollte. | Straße    |           | Hammerbrook, Rothenburgsort (53° 32′ 33″ N, 10° 1′ 58″ O)         |
|                                                                   | Seehafenbrücke (S892), eine der wenigen mit 3 Rampen und einer T-Kreuzung auf der Brücke. Sie verbindet den Harburger Hafen mit der Harburger City, indem sie die B 73 und die Niederelbebahn überquert Zusätzlich gibt es eine Fußgängerquerung von der Blohmstraße zur B 73. Die Brücke steht unter Denkmalschutz.                                 | Straße    |           | Harburg, Heimfeld (53° 27′ 53″ N, 9° 58′ 42″ O)                   |
|                                                                   | Sengelmannbrücke Mit dieser Brücke quert die gleichnamige Straße die Alster. | Straße    |           | Alsterdorf, Ohlsdorf (53° 36′ 55″ N, 10° 1′ 5″ O)                 |
|                                                                   | Serrahnbrücke Diese Brücke führt die Alte Holstenstraße über die Bille oberhalb des Serrahn (Bergedorfer Hafen). | Straße    |           | Bergedorf (53° 29′ 22″ N, 10° 12′ 35″ O)                          |
|                                                                   | S(c)hanghaibrücke (S945) Mit dieser Brücke quert die Shanghaiallee den Brooktorhafen in der Hamburg-Hafencity. | Straße    |           | HafenCity (53° 32′ 39″ N, 10° 0′ 6″ O)                            |
|                                                                   | Sierichstraßenbrücke Diese Balkenbrücke führt die Sierichstraße über den Goldbekkanal. | Straße    |           | Winterhude (53° 35′ 0″ N, 10° 0′ 20″ O)                           |
|                                                                   | Singapurbrücke Fußgängerbrücke, die über den Überseering in der City Nord führt. | Fußweg    |           | Winterhude (53° 36′ 18″ N, 10° 1′ 30″ O)                          |
|                                                                   | Skagerrakbrücke Die Skagerrakbrücke führt die Rathenaustraße über den Skagerrakkanal. Die Brücke steht unter Denkmalschutz. | Straße    |           | Alsterdorf (53° 36′ 41″ N, 10° 0′ 32″ O)                          |
|                                                                   | Slamatjenbrücke Mit dieser Brücke quert die Ludwig-Erhardt-Straße das Alsterfleet. Der Name der erstmals im 17. Jahrhundert erwähnten Brücke deutet auf Prostitution hin, denn Slam steht für Dreck oder Schlamm und Matje steht für Mädchen. | Straße    |           | Hamburg-Altstadt, Neustadt (53° 32′ 53″ N, 9° 59′ 6″ O)           |
|                                                                   | Sonnenwegbrücke Mit dieser Brücke quert die gleichnamige Straße die Wandse. | Straße    |           | Tonndorf (53° 35′ 34″ N, 10° 7′ 20″ O)                            |
|                                                                   | Speckenwegbrücke Mit dieser Brücke quert die gleichnamige Straße die Bundesautobahn 25. | Straße    |           | Bergedorf (53° 28′ 10″ N, 10° 15′ 36″ O)                          |
|                                                                   | Spreehafenbrücke Durch diese Brücke am Spreehafen sind die Klütjenfelder Straße und der Klütjenfelder Hauptdeich verbunden. | Straße    |           | Kleiner Grasbrook (53° 31′ 26″ N, 9° 58′ 59″ O)                   |
|                                                                   | St. Annenbrücke Mit dieser Brücke quert die gleichnamige Straße das Wandrahmfleet. | Straße    | 1885      | HafenCity (53° 32′ 41″ N, 9° 59′ 51″ O)                           |
|                                                                   | St. Pauli-Landungsbrücken Die Brücken stehen unter Denkmalschutz. | Anleger   |           | St. Pauli (53° 32′ 43″ N, 9° 58′ 5″ O)                            |
|                                                                   | Stadthallenbrücke (S912) Die Stadthallenbrücke wurde zwischen 1914 und 1916 unter dem Hamburger Oberbaudirektor Fritz Schumacher errichtet und nach der Stadthalle benannt, die 1952 abgerissen wurde. | Straße    |           | Winterhude (53° 35′ 30″ N, 10° 1′ 53″ O)                          |
|                                                                   | Stadthausbrücke Diese Brücke, in deren Nähe es auch eine gleichnamige S-Bahn-Station gibt, verbindet die Hamburger Altstadt mit der Hamburger Neustadt. | Straße    |           | Neustadt (53° 33′ 2″ N, 9° 59′ 9″ O)                              |
|                                                                   | Steintorbrücke Die Brücke ist nach einem Stadttor benannt, das in der Nähe stand. Sie führt beim Hauptbahnhof über die Gleise der Fern- und S-Bahn. | Straße    |           | St. Georg (53° 33′ 7″ N, 10° 0′ 26″ O)                            |
|                                                                   | Sternbrücke führt diagonal über die Straßenkreuzung Max-Brauer-Allee/Stresemannstraße; als Eisenbahnbrücke nicht im Straßenverzeichnis aufgeführt. | Eisenbahn | 1873      | Altona-Altstadt, Sternschanze (53° 33′ 41″ N, 9° 57′ 18″ O)       |
|                                                                   | Stichkanalbrücke Die Brücke quert zwischen dem U-Bahnhof Saarlandstraße und dem U- und S-Bahnhof Barmbek den Stichkanal. | Straße    |           | Barmbek-Nord (53° 35′ 16″ N, 10° 2′ 7″ O)                         |
|                                                                   | Stoltenbrücke (S711) Die Brücke ist nach der Stoltenstraße benannt, die hier die Bundesautobahn 24 quert. | Straße    |           | Marienthal (53° 33′ 49″ N, 10° 5′ 41″ O)                          |
|                                                                   | Streekbrücke Ein Streek steht im Plattdeutschen für einen Strich, eine Linie, eine Reihe oder – wie in diesem Fall – einen Abschnitt. | Straße    |           | Harvestehude, Winterhude (53° 35′ 1″ N, 9° 59′ 43″ O)             |
|                                                                   | Süderstraßenbrücke Mit dieser Brücke quert die gleichnamige Straße das Hochwasserbassin in Hammerbrook. | Straße    |           | Hammerbrook (53° 32′ 44″ N, 10° 1′ 54″ O)                         |